# Лідія Гжесюк
Лі́дія Станісла́ва Гже́сюк (пол. Lidia Stanisława Grzesiuk, народилася 13 листопада 1942, Варшава) — психолог. З 1965 року науковий співробітник Інституту психології, а згодом кафедри психології Варшавського університету. З 1995 року професор Варшавського університету.
Серед іншого Лідія Гжесюк займається чинниками, які зумовлюють дієвість спілкування, комунікації, а також основними питаннями психотерапії.

## Основні наукові праці
- Фізіологічні основи поведінки (1974).
- Стилі міжособистісного спілкування (1979).
- Дослідження міжособистісного спілкування (1994).
- редактор видання Психотерапія. Школи, природні явища, методи та конкретні проблеми (1994).
- керівник редакційної групи тритомного академічного підручника Психотерапія (2005).

| Зигмунд Фрейд | Це незавершена стаття про психолога. Ви можете допомогти проєкту, виправивши або дописавши її. |

1. 1 2 3  Nauka Polska
2. ↑  https://nauka-polska.pl/#/profile/research?id=256972